# گمینا شلیویتسه
گمینا شلیویتسه (به لهستانی:  Gmina Śliwice) یک گمینا در لهستان است که در شهرستان توخولا واقع شده‌است. گمینا شلیویتسه ۱۷۴٫۷۵ کیلومتر مربع مساحت و ۵٬۴۳۰ نفر جمعیت دارد.